# Comuna de Świdwin

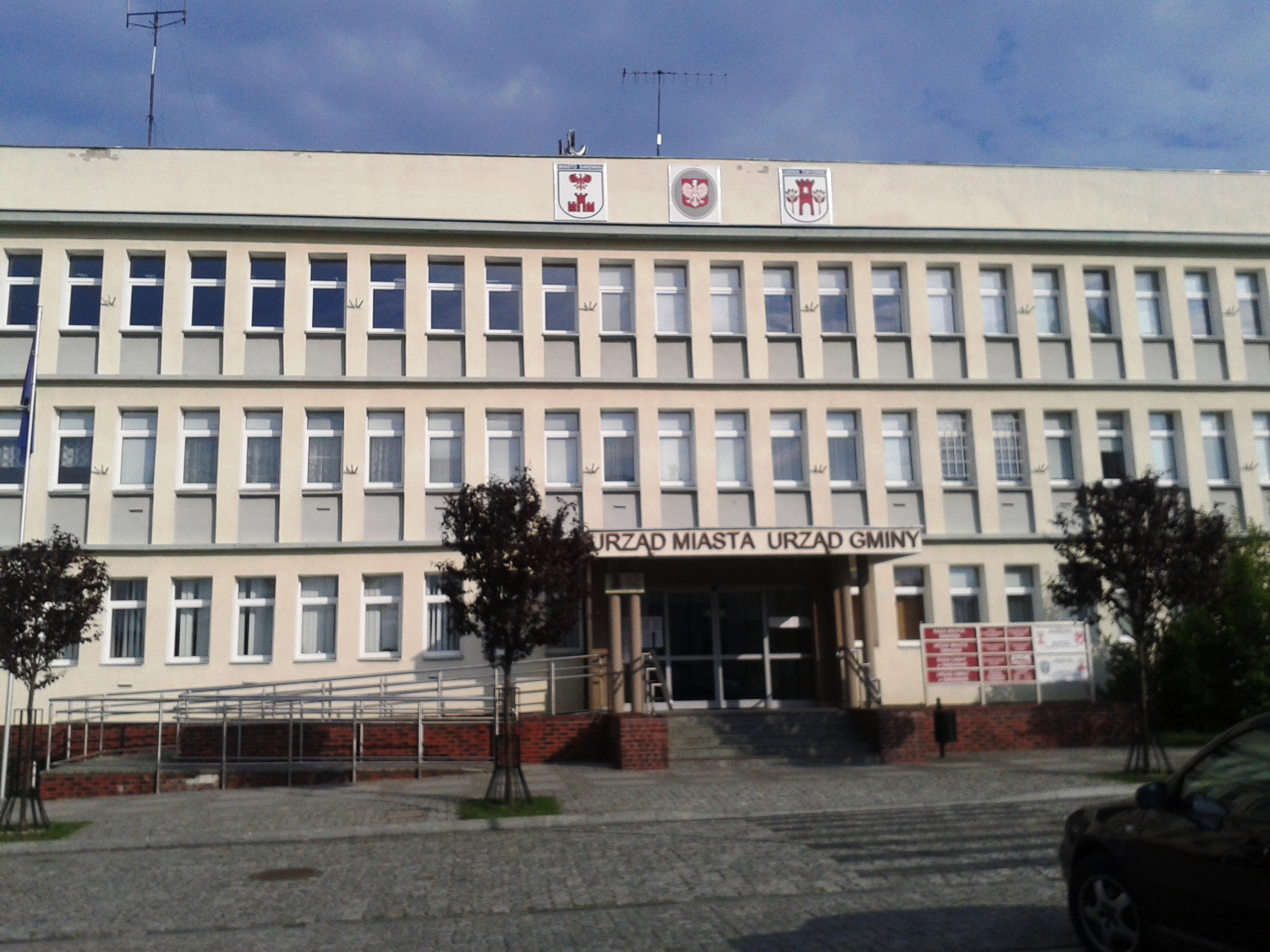
Stad en Commune Office - Świdwin

Świdwin (polaco: Gmina Świdwin) é uma gminy (comuna) na Polónia, na voivodia de Pomerânia Ocidental e no condado de Świdwiński.
De acordo com os censos de 2005, a comuna tem 6.165 habitantes, com uma densidade 24,9 hab/km².

## Área
Estende-se por uma área de 247,34 km².

## Demografia
Dados de 30 de Junho 2004:
|                      | Total   | Total | Mulheres | Mulheres | Homens  | Homens |
| -------------------- | ------- | ----- | -------- | -------- | ------- | ------ |
|                      | pessoas | %     | pessoas  | %        | pessoas | %      |
| População            | 6165    | 100   | 3032     | 49,2     | 3133    | 50,8   |
| Densidade (pop./km²) | 24,9    | 100   | 12,3     | 12,3     | 12,7    | 12,7   |

De acordo com dados de 2002, o rendimento médio per capita ascendia a 1571,08 zł.